# Мегрез
Мегрез, також Мегрец (δ Ursae Majoris, скорочено Дельта UMa, δ UMa) — зірка в північному сузір'ї Великої Ведмедиці. З видимою зоряною величиною +3,3  вона є найтьмянішою з семи зірок астеризму Великої Ведмедиці. Вимірювання паралакса дає оцінку відстані 80,5 світлового року (24,7 парсека) від Сонця. 

## Зоряні властивості

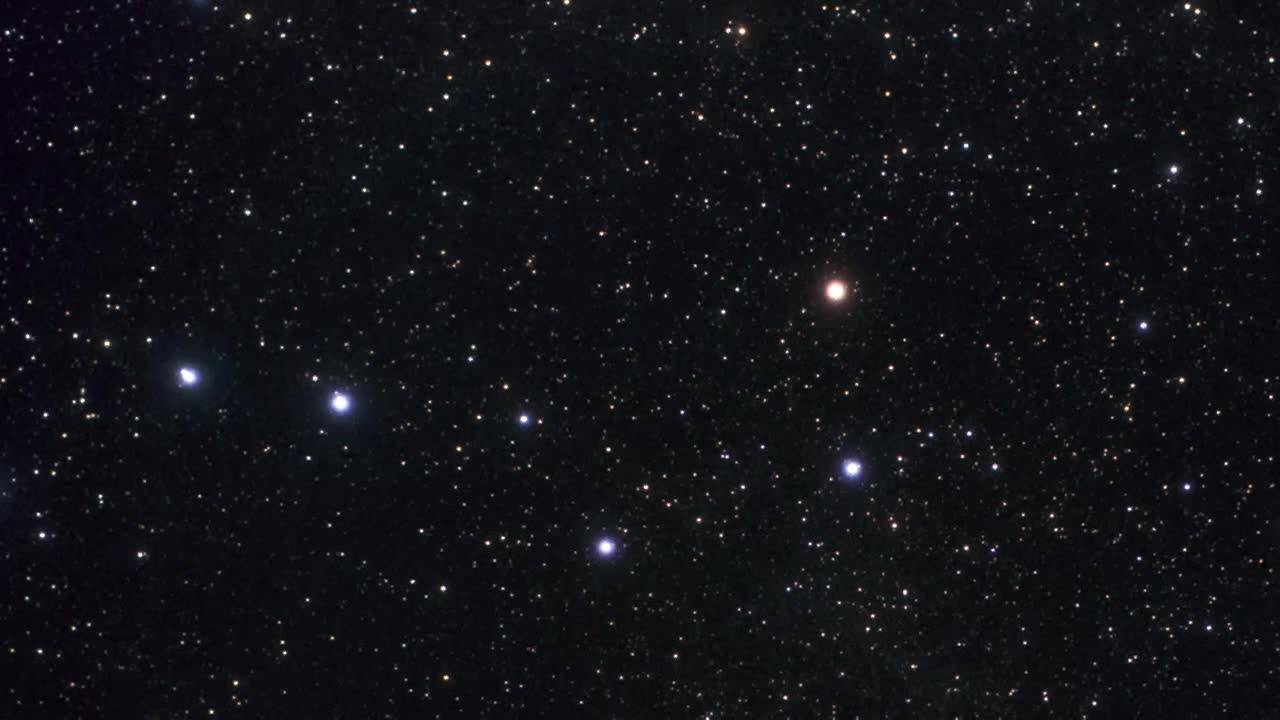
Велика Ведмедиця з Дельтою Великої Ведмедиці

Мегрез Великої Ведмедиці має на 63% більшу масу, ніж Сонце, і приблизно в 1,4 рази перевищує його радіус. Він має зоряну класифікацію A3 V, що означає, що це зірка головної послідовності типу А, яка генерує енергію у своєму ядрі за допомогою ядерного синтезу водню. Його яскравість у 14 разів перевищує яскравість Сонця, причому ця енергія випромінюється з його зовнішньої оболонки при ефективній температурі 9480 К. Це надає йому білий відтінок, типовий для зірки А-типу. 
Ця зірка має надлишкове випромінювання інфрачервоного випромінювання, що вказує на наявність навколозоряної матерії. Це утворює диск уламків навколо орбітального радіуса 16 астрономічних одиниць від зірки. Цей радіус надзвичайно малий для розрахункового віку диска, що можна пояснити опором ефекту Пойнтінга–Робертсона, який спричиняє спіральне рух пилу всередину. 
Він має двох слабких компаньйонів, зірку 10-ї та 11-ї величини, обидві на відстані двох кутових хвилин від основної.
Дельта Великої Ведмедиці є членом рухомої групи Великої Ведмедиці, асоціації зірок, які мають спільний рух у просторі та, ймовірно, утворилися в одній молекулярній хмарі. Компоненти космічної швидкості Дельти Великої Ведмедиці в галактичній системі координат [U, V, W] = [+15,35, +1,17, –11,52] km s−1 . 

## Номенклатура

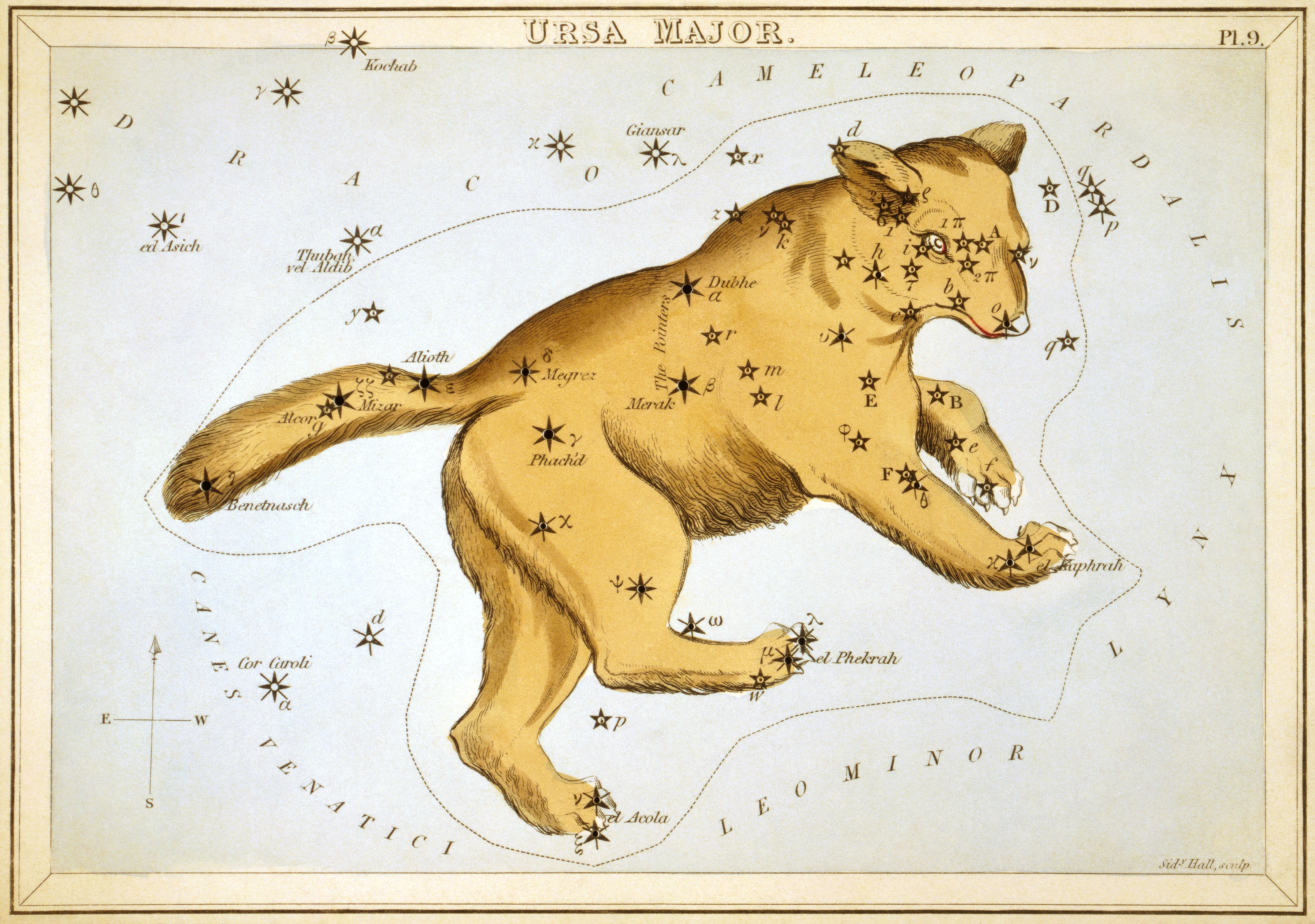
Табличка від Сіднея Хол із зображенням зірок Великої Ведмедиці

δ Велика Ведмедиця (лат. Мегрез) — це позначення зірки за Байєром.
Він мав традиційну назву Мегрез [ˈmɛɡrɛz] та історичну назву Каффа. Мегрез походить від араб. المغرز al-maghriz 'основа [хвоста ведмедя]'. Професор Пол Куніч не зміг знайти жодних підказок щодо походження назви Kaffa, яка з’явилася в публікації 1951 року Atlas Coeli (Атлас небес Skalnate Pleso) чеського астронома Антоніна Бечваржа.